# Ruby Beach
Ruby Beach est une plage du comté de Jefferson, dans l'État de Washington, aux États-Unis. Formée par l'océan Pacifique le long de la côte occidentale de la péninsule Olympique, elle est située dans le parc national Olympique, dont elle est l'une des principales attractions touristiques.
Elle tire son nom des cristaux semblables à des rubis sur la plage de sable,.

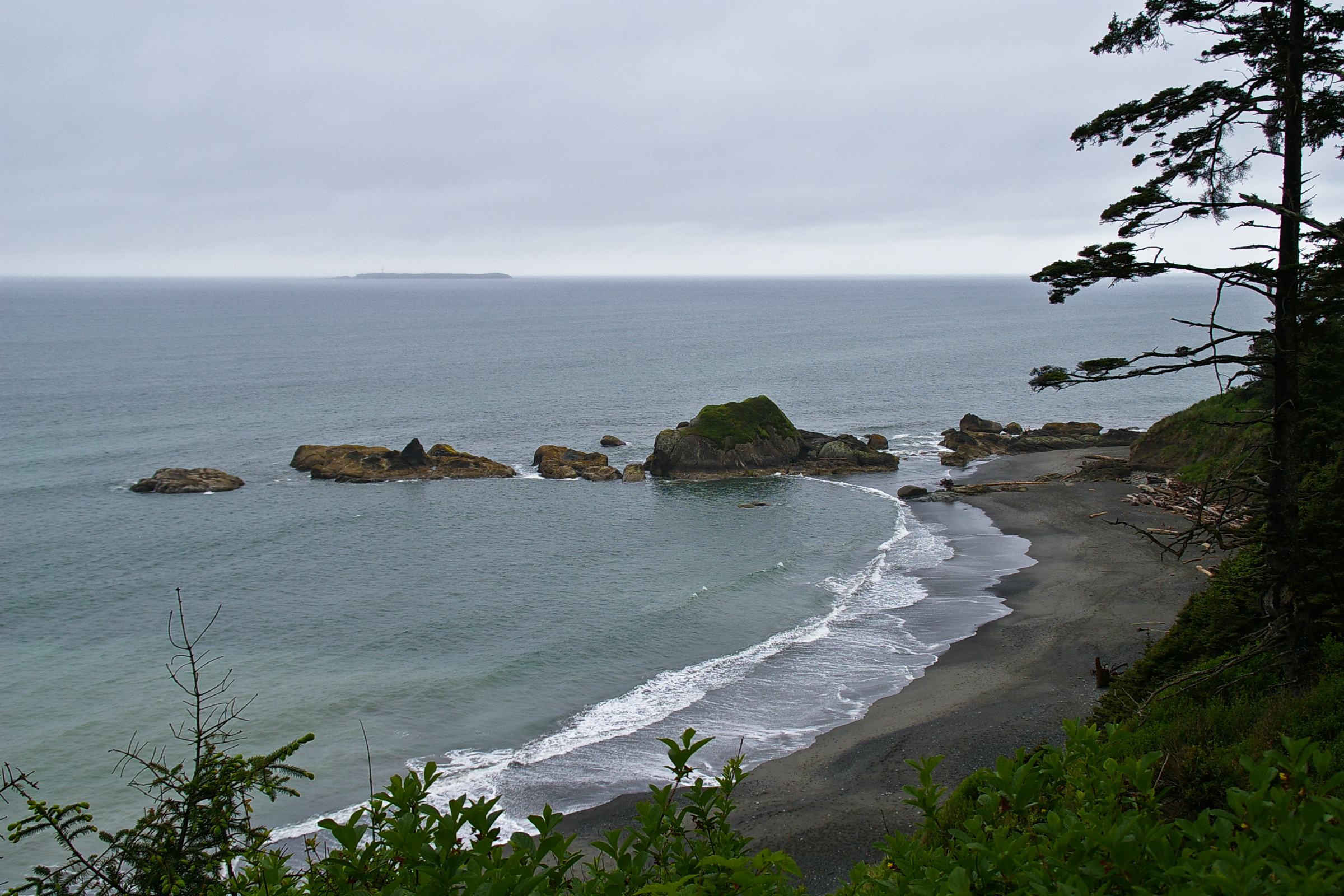
Vue générale
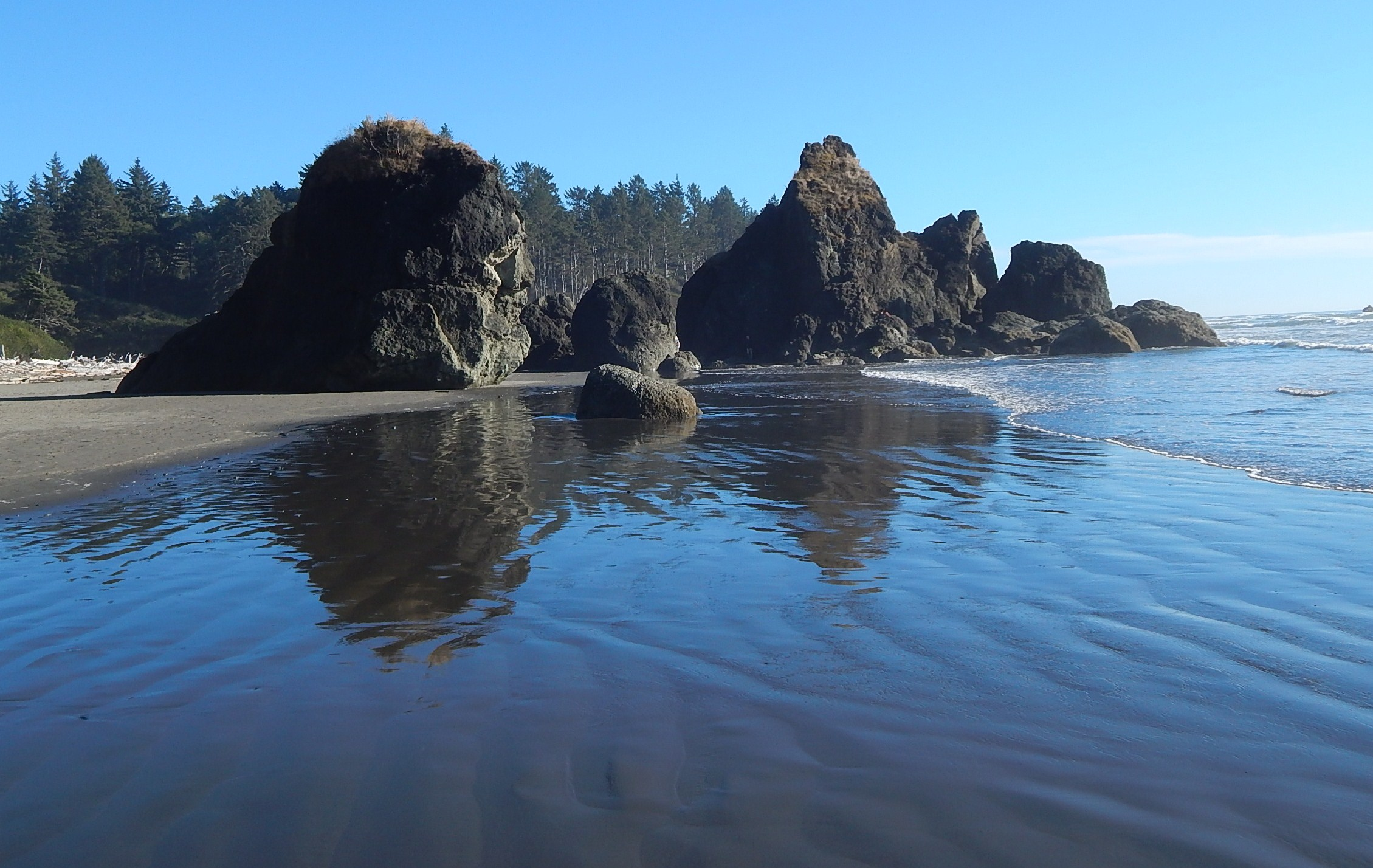
Rochers, sur la plage
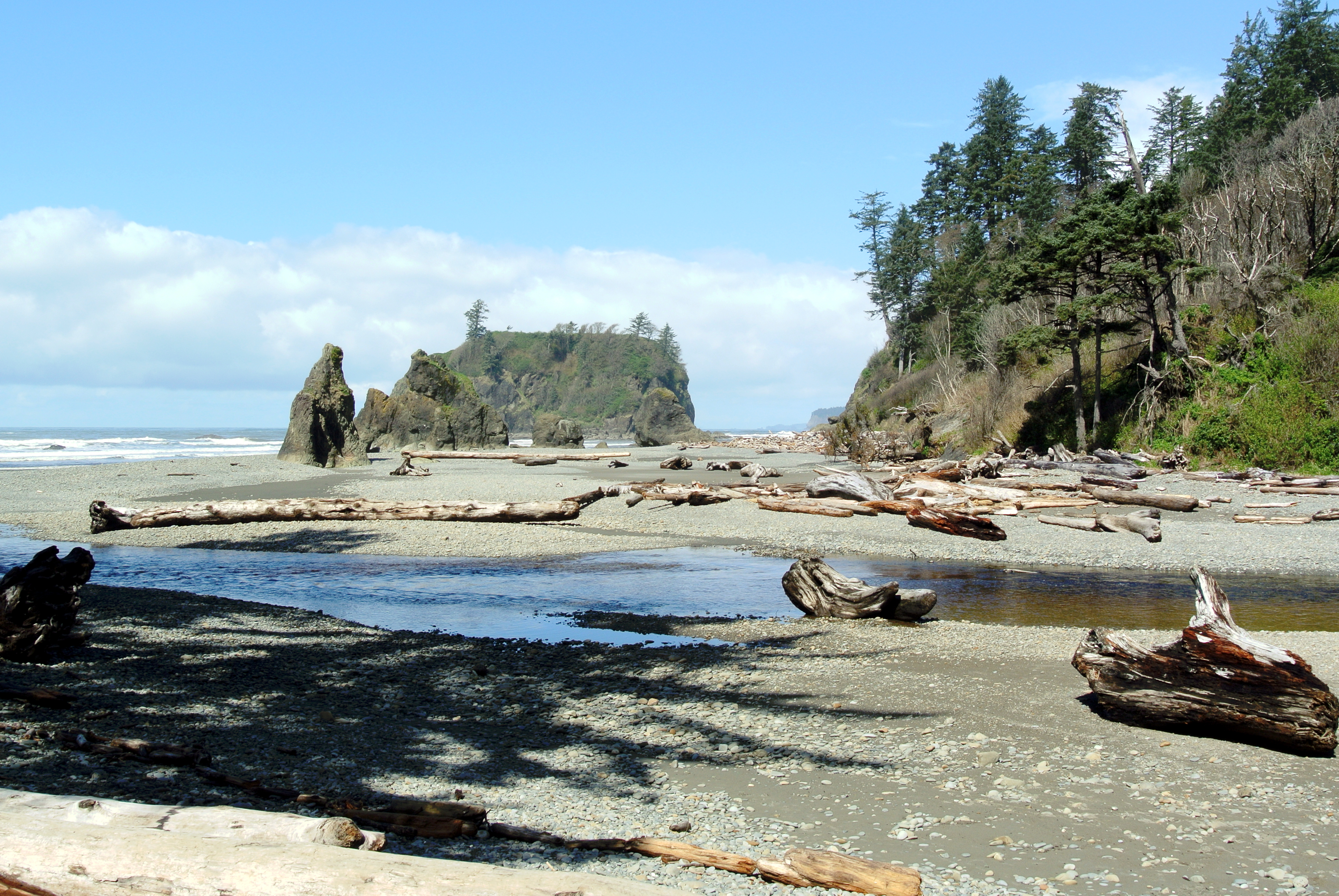
La plage, et au fond, Abbey Island
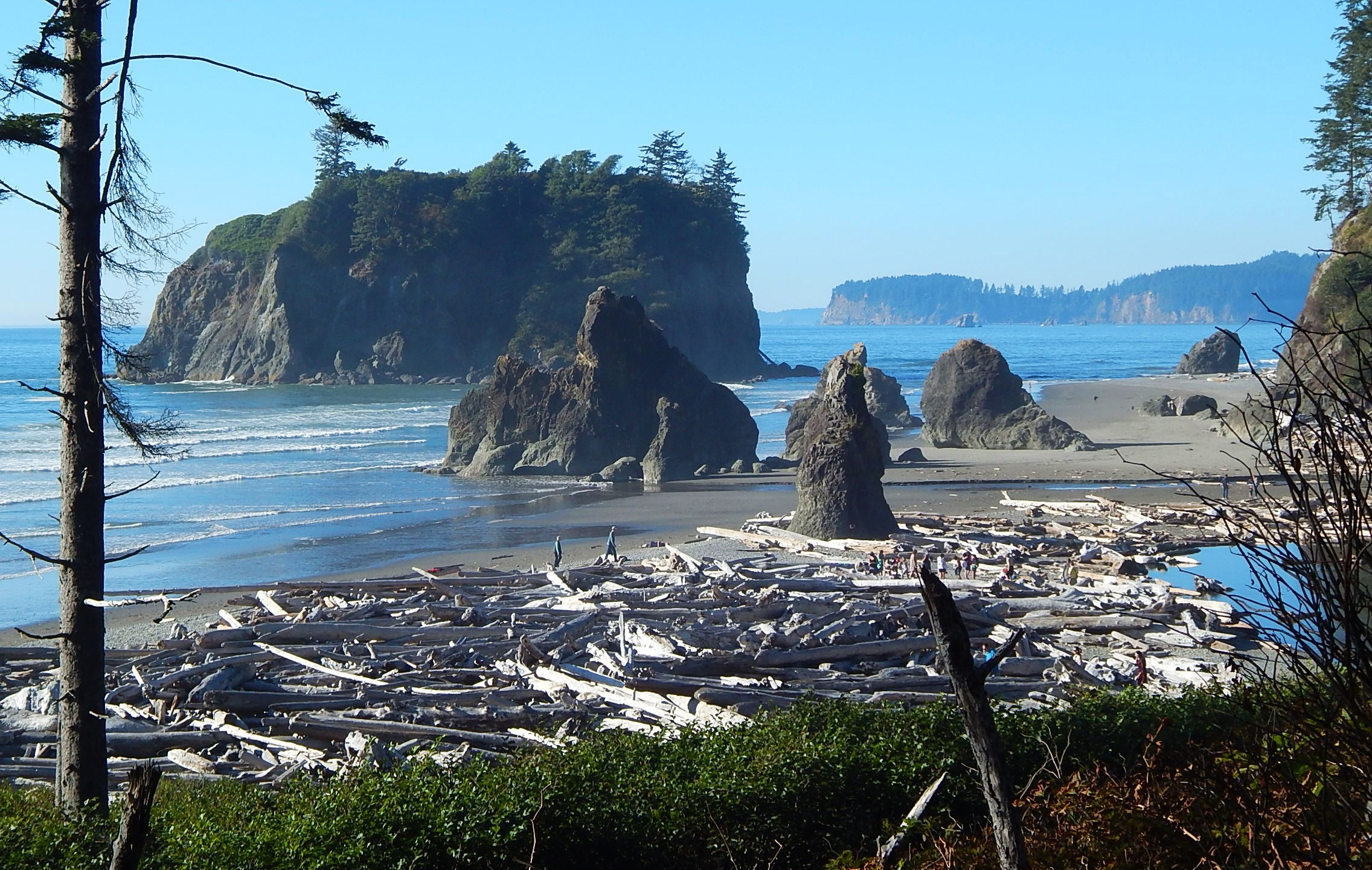
Abbey Island
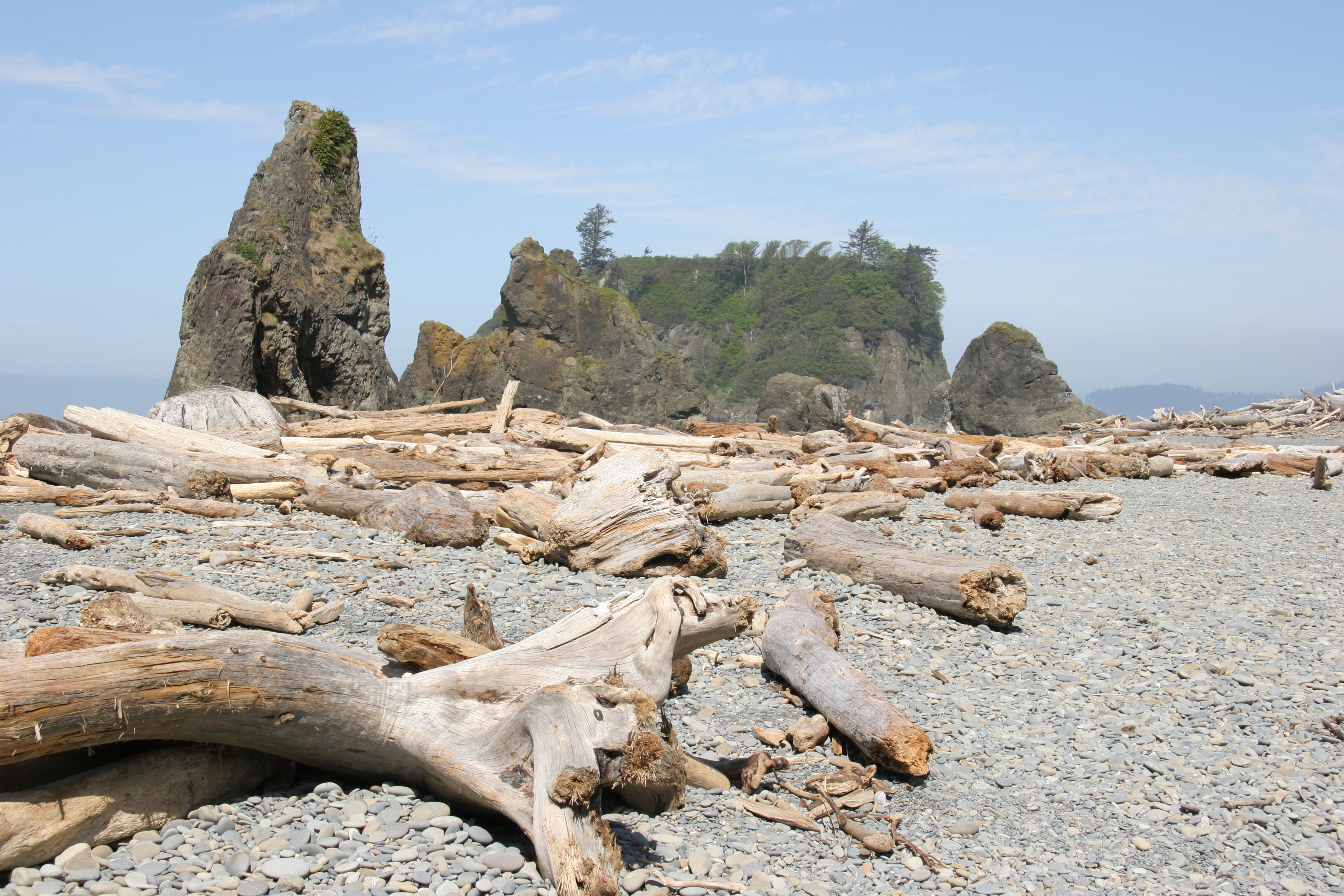
Troncs d'arbres, sur la plage